# Edge of Thorns (Album)
Edge of Thorns ist das siebte Studioalbum der US-amerikanischen Heavy-Metal-Band Savatage aus dem Jahr 1993. Es ist das letzte mit Criss Oliva vor dessen Tod im Oktober des Jahres sowie das erste mit dem neuen Sänger Zachary Stevens, nachdem Jon Oliva sich als Sänger zurückgezogen hatte, obgleich er noch Songs schrieb und das Album mitproduzierte.

## Hintergrund
Das Album wurde von 1992 bis 1993 im Studio Morrisound Recording in Tampa, Florida, USA, eingespielt, die Gebrüder Jon und Criss Oliva produzierten gemeinsam mit Paul O’Neill. Das Album weist einen leicht veränderten Schlagzeugklang auf, da Schlagzeuger Steve Wacholz ein elektronisches Schlagzeug verwendete. All That I Bleed und Miles Away waren die letzten Songs, die Jon Oliva, Criss Oliva und Paul O’Neill zusammen schrieben, weswegen sie Jon Olivas Lieblingsstücke auf dem Album darstellen.

## Titelliste
Alle Songs wurden von Criss Oliva, Jon Oliva und Paul O’Neill geschrieben, alle Texte von Paul O’Neill und Jon Oliva.
| Nr. | Titel                     | Länge |
| --- | ------------------------- | ----- |
| 1.  | Edge of Thorns            | 5:54  |
| 2.  | He Carves His Stone       | 4:14  |
| 3.  | Lights Out                | 3:10  |
| 4.  | Skraggy’s Tomb            | 4:22  |
| 5.  | Labyrinths (instrumental) | 1:29  |
| 6.  | Follow Me                 | 5:08  |
| 7.  | Exit Music (instrumental) | 3:05  |
| 8.  | Degrees of Sanity         | 4:36  |
| 9.  | Conversation Piece        | 4:10  |
| 10. | All That I Bleed          | 4:41  |
| 11. | Damien                    | 3:53  |
| 12. | Miles Away                | 5:06  |
| 13. | Sleep                     | 3:52  |

| Nr. | Titel             | Länge |
| --- | ----------------- | ----- |
| 14. | Forever After     | 4:20  |
| 15. | Shotgun Innocence | 3:30  |

| Nr. | Titel                      | Länge |
| --- | -------------------------- | ----- |
| 14. | Believe (Acoustic version) | 3:52  |

| Nr. | Titel                                  | Länge |
| --- | -------------------------------------- | ----- |
| 14. | Forever After                          | 4:18  |
| 15. | Conversation Piece (Rehearsal 9/24/94) | 4:19  |

| Nr. | Titel                               | Länge |
| --- | ----------------------------------- | ----- |
| 14. | All That I Bleed (Acoustic version) | 4:34  |
| 15. | If I Go Away (Acoustic version)     | 3:49  |

## Mitwirkende
Savatage
- Zachary Stevens – lead vocals
- Criss Oliva – guitars, co-producer
- Johnny Lee Middleton – bass
- Steve "Doc" Wacholz – drums (electronic drums, studio only)

Gastmusiker
- Jon Oliva – piano, keyboards, drums on tracks "He Carves His Stone" and "Degrees of Sanity" (studio only), co-producer
- Andy James – drums (touring member only)
- Wes Garren – rhythm guitar and keyboards (touring member only)

Produktion
- Paul O’Neill – producer
- Jim Morris, Tom Morris – engineers at Morrisound Studios
- Joe Daley, Mark Prator – assistant engineers at Morrisound Studios
- Scott Burns, Judd Packer, Noah Baron, Tim Hatfield – additional engineering in New York
- Brian Benscoter, Brian Malone, Claire Iwahashi, Dave Wehner, Jeff McDonald, Joe Davi, Martin Yee, Rick Miller, Shawn Malone, Steve Heritage – assistant engineers in New York
- Greg Calbi – mastering at Sterling Sound, New York

## Rezeption
Das Album erreichte zur damaligen Zeit Platz 79 in Deutschland, nach der Wiederveröffentlichung im Jahr 2022 Platz 15. Im Metal Hammer vergab Andrea Nieradzik sieben von sieben Punkten. Im Magazin Rock Hard wurde Edge of Thorns zum Album des Monats gewählt. Matthias Breusch vergab 9,5 von zehn Punkten. Geoff Orens schrieb bei AllMusic: "After moving towards progressive metal on the previous two albums, Edge of Thorns was a leaner, more understated guitar-driven record. The majority of the album consists of stripped-down metal anthems, recorded with less flashy guitar work and production than on previous records. The band continued to try out new sounds, however, using an electric sitar on "Degrees of Sanity" and recording their first acoustic ballad with "Sleep," which closes the album." Die Bewertung lag bei vier von fünf Sternen.